# Amsterdam-Westpoort
Amsterdam Westpoort è un quartiere di Amsterdam. È considerato uno stadsdeel, ma non ha una gestione autonoma a causa del numero ridotto di residenti, soltanto 370 persone. È invece presente una forte zona industriale e portuale distribuita sui 35,47 km² di superficie.
Confina a est con Amsterdam-Noord e a sud con Amsterdam-West e Amsterdam Nieuw-West.